# 1938年の日本競馬
1938年の日本競馬（1938ねんのにほんけいば）では、1938年（昭和13年）の日本競馬界についてまとめる。
馬齢は旧表記で統一する。
1937年の日本競馬 - 1938年の日本競馬 - 1939年の日本競馬

## できごと

### 1月 - 3月
- 1月13日 - 日本競馬会の松平頼寿理事長が辞任、後任に安田伊左衛門が就任する[1]。
- 1月25日 - 日本競馬会は理事会を開き、軍馬見込み馬の鍛錬馴致用の乗馬具購入費用として約30万円の「産馬助成金」の支出を議決し、これを鍛錬会主催団体に寄付した[1]。
- 2月12日 - 日本競馬会は、調教師・騎手・見習騎手免許試験を初めて全国統一的に行う旨を各競馬場に宛て通知した。2月中に行われた試験では調教師36名、調教兼騎手185名、見習騎手138名が合格、免許を許可されている[1]。
- 2月26日 - 日本競馬会は所属の調教師が地方競馬に関与した場合の罰則として、競馬関与の禁止をもって処罰する旨を各競馬場に伝達する[1]。
- 3月1日 - 日本競馬会の理事会は、本年より優勝時に贈与される金杯を取りやめ、代わりに金杯料として賞金額に上乗せすることを決める[1]。
- 3月2日 - 東京競馬振興会と日本騎手会が、興奮剤をめぐっての懇談会を開催する[1]。
- 3月3日 - 日本競馬会は、従来倶楽部ごとにまちまちだった競馬事務の方式の統一を図り、競馬番組、調教用・競走用ゼッケン、調教用帽子、出馬表、開催徽章、勝馬確定信号などに関する事項を決定し、各競馬場長に宛て通知した[2]。
- 3月19日 - 日本競馬会は未出走馬について「本会の競馬に始めて出走せしめんとする馬は、本会の調教師の下で4か月の調教期間を必要とする」と各競馬場長に通達する[2]。
- 3月28日 - 日本競馬会は同年の騎手講習会について、本来は陸軍騎兵学校で行っていたものの、日中戦争（支那事変）により依頼できないため各自で行うと各競馬場長に通知した[2]。

### 4月 - 6月
- 4月1日 - 日本政府は支那事変特別税法の施行に伴い、入場税を賦課した。これに際して日本競馬会は主務省の許可を得て、従来の入場料金の中から納付することにした[2]。
- 5月14日 - 日本競馬会は各競馬場長にあて、「競馬終了報告書の規格統一」に関して通知を行った[2]。
- 6月15日 - 日本競馬会はイギリスのクラシック競走を模範として、4歳馬の「5大競走」を整備することを発表する[2]。
- 6月23日 - 板垣征四郎陸軍大臣は、有馬頼寧農林大臣にあて「馬政計画変更に関する件」として「産馬の方針は低身・広躯・四肢強健にして負担力・輓曳力ならびに持久力に富み、中等体尺者の乗御使役に便にして飼育管理容易なる馬を標準とし、輓型馬をもって第一義とし、乗型馬の生産は平時における軍の需要を満たすを目途としてこれを制限すること」など6項目が要望書として送られた[3]。

### 7月 - 9月
- 7月30日 - 函館競馬場の厩舎で火災が発生、5号厩舎が全焼し、速歩馬4頭が死亡した[4]。
- 8月8日 - 有馬頼寧農相は、帝国馬匹協会・日本乗馬会・日本競馬会の3団体を招き、馬政計画の変更について聴取した[3]。
- 9月10日 - 京都競馬場の馬見所その他の新営工事が竣工する[5]。
- 9月21日 - 日本競馬会は競馬施行規程の中の「検量委員」「前検量」などの検量の実績に関する件について、各競馬場長に通知した[3]。

### 10月 - 12月
- 10月3日 - 日本競馬会は各競馬場長に宛て、競馬場付近の陸軍病院で加療中の傷病兵が競馬観覧を希望した際、入場料を無料にしてよいと通知した[3]。
- 10月24日 - 日本政府は靖国神社の秋季例大祭の最終日を、支那事変で斃れた軍馬の霊を弔う「軍馬祭」と定め、この日第1回の軍馬祭が行われる[3]。
- 11月23日 - 阪神競馬場で第1回阪神優駿牝馬が行われる。第1回の優勝馬はアステリモア、優勝騎手は保田隆芳。[5]
- 11月29日 - 馬政計画の変更により、日本競馬会は速歩競走を来年以降順次漸廃させ、1945年までに廃止することを決定、これを主務省に申請した[3]。
- 12月8日 - 農林省が競馬研究委員会を設置する[3]。
- 12月11日 - 京都競馬場で第1回京都農林省賞典四歳呼馬が行われる。第1回の優勝馬はテツモン、優勝騎手は伊藤正四郎[4]。
- 12月15日 - 主務省が日本競馬会から申請のあった第4着・第5着馬に対する賞金の新設を認可、翌年の春季競馬から施行されることになった[3]。

### その他
- この年、帝室御賞典の出走資格が「5歳以上」に改められる[5]。
- 6-8月頃、中山競馬場では第12回オリンピック馬術候補選手の強化合宿が行われた[5]。

## 競走成績

### 公認競馬の主な競走
- 第2回帝室御賞典（春）（阪神競馬場・5月15日） 優勝 : ハセパーク（騎手 : 金者斤奉）
- 第7回東京優駿競走（東京競馬場・5月29日) 優勝 : スゲヌマ（騎手 : 中村広）
- 第3回帝室御賞典（秋）（東京競馬場・11月3日） 優勝 : ヒサトモ（騎手 : 中島時一）
- 第1回阪神優駿牝馬（阪神競馬場・11月23日) 優勝 : アステリモア（騎手 : 保田隆芳）
- 第1回京都農林省賞典四歳呼馬（京都競馬場・12月11日） 優勝 : テツモン（騎手 : 伊藤正四郎）

### 障害競走
- 第8回農林省賞典障碍（中山競馬場・4月10日）優勝 : トクタカ（騎手 : 内藤潔）
- 第9回中山農林省賞典障碍（中山競馬場・11月27日）優勝： リードアン（騎手：稲葉幸夫）

## 誕生
この年に生まれた競走馬は1941年のクラシック世代となる。

### 競走馬
- 2月8日 - テツバンザイ
- 2月22日 - ブランドソール
- 4月2日 - セントライト
- 不明 - ミナミモア

### 人物
- 7月23日 - 浜田光正 日本中央競馬会騎手・調教師
- 7月26日 - 中尾正 日本中央競馬会調教師
- 9月15日 - 福島勝 日本中央競馬会騎手・調教師
- 10月20日 - 武邦彦 日本中央競馬会騎手・調教師